# Drei Gänge und ein Todesfall
Drei Gänge und ein Todesfall (Originaltitel: The Trouble with Jessica) ist eine britische Komödie aus dem Jahr 2023.

## Handlung
Sarah und Tom laden ihre Freunde Beth und Richard zu einem gemeinsamen Abendessen ein. Die beiden Gäste bringen ihre gemeinsame Freundin Jessica mit, eine Bestsellerautorin, die sich nach einigen Sticheleien gegen die anderen schließlich überraschend im Garten erhängt. Als Tom einen Notruf absetzt, unterbindet Sarah dies und pocht darauf, nicht die Polizei zu rufen, da dies den Verkaufspreis ihres Hauses schmälern könnte. Das Paar ist in finanziellen Schwierigkeiten und auf den baldigen Geldtransfer angewiesen. Es entsteht eine Diskussion, ob man die Leiche nicht in Jessicas Wohnung bringen solle, auch kommen Konflikte zwischen den Beteiligten zum Vorschein, beispielsweise dass Richard eine sexuelle Affäre mit Jessica hatte.
Nachdem es gelingt, eine neugierige Nachbarin und auch die wegen des Notrufs eintreffenden Polizisten abzuwimmeln, kündigt sich der Kaufinteressent Groth an. Er müsse aufgrund seines Terminplans die Wohnung noch heute besichtigen. Auch diesen können sie mit ihrem vorgetäuschten Spiel schließlich überzeugen. Die zwei Paare fahren daraufhin zu Jessicas Wohnung und hängen ihre Freundin dort auf.
Zurück in der Wohnung besteht Sarah plötzlich darauf, jetzt doch die Polizei zu rufen und alles zu beichten. Es kommt erneut zu Diskussionen, Tom schlägt Richard ins Gesicht. Groth klingelt an der Tür, um den Vertrag zu unterschreiben, Sarah erzählt ihm von Jessicas Suizid. Als die Polizei erneut eintrifft, gesteht Tom Sarah, dass er nie etwas von Jessica gewollt habe, sondern sich der Liebe wegen stattdessen für sie, Sarah, entschieden habe. Nachdem die Polizisten mit einem Clafoutis „abgespeist“ worden sind, unterschreibt Groth den Vertrag mit dem Wunsch, dass seine Frau nichts von dem Suizid wissen müsse. Die nach diesem Abend zerstrittenen Beth und Richard verabschieden sich, Tom und Sarah essen den Rest des Clafoutis. Sie stellen fest, was sie für ein Glück haben, um das sie Jessica stets beneidete.

## Synchronisation
Die deutsche Synchronisation übernahm die DMT Digital Media Technologie GmbH in Hamburg. Das Dialogbuch schrieb Katharina Gräfe, die Dialogregie übernahm Matthias Klimsa.
| Rolle       | Darsteller           | Synchronsprecher  |
| ----------- | -------------------- | ----------------- |
| Beth        | Olivia Williams      | Sabine Falkenberg |
| Betrunkener | Harrison Evans       | Ben Küch          |
| Ellen       | Amber Rose Revah     | Cornelia Prescher |
| Groth       | Sylvester Groth      | Sylvester Groth   |
| Jessica     | Indira Varma         | Neda Rahmanian    |
| Matt        | Kwaku Mills          | Flemming Stein    |
| Miranda     | Anne Reid            | Gerlinde Dillge   |
| PC Paul     | David Schaal         | Martin Lohmann    |
| PC Terry    | Jonathan Livingstone | Jens Wendland     |
| Richard     | Rufus Sewell         | Viktor Neumann    |
| Sarah       | Shirley Henderson    | Daniela Reidies   |
| Sophie      | Jenny Richardson     | Elisa Pioch       |
| Tom         | Alan Tudyk           | Christian Stark   |

## Rezeption

### Kritiken
Die Redaktion des Lexikons des internationalen Films bewertet den Film insgesamt mit 3 von 5 möglichen Sternen. Das Fazit lautet: „Eine schwarzhumorige, kammerspielartige Gesellschaftskomödie, die mit einem brillanten Ensemble und pointiertem Wort- und Situationswitz wuchert. Genüsslich lässt der Film die freundlich-kultivierten Fassaden seiner Oberschichts-Figuren bröckeln, verbreitet dabei aber mehr gepflegtes ironisches Amüsement als wirklichen gesellschaftskritischen Biss.“
Oliver Armknecht kommt in seiner Besprechung des Films auf film-rezensionen.de zu einem Ergebnis von insgesamt 5 von 10 Punkten.